# Король, Радомир Степанович
Радомир Степанович Король (12 июля 1927 — 20 декабря 2009) — российский авиаконструктор.

## Биография
Сын Степана Георгиевича Короля (1894—1975) — генерал-лейтенанта авиации.
Родился в Ленинграде, с октября 1927 года жил в Липецке, куда перевели его отца, потом в Брянске, Киеве, Бобруйске, Москве, Житомире, Ростове-на-Дону и снова в Киеве.
Окончил Киевский авиационный институт.
Работал в Конструкторском бюро Антонова; его последняя должность — заместитель главного конструктора — начальник лётно-испытательной и доводочной базы ОКБ.
Был одним из руководителей испытаний разрабатываемой в КБ авиационной техники.
В 1976 году[уточнить] был переведён в 6-е Главное управление Министерства авиационной промышленности на должность зам. начальника.
С 1981 до ликвидации Министерства авиационной промышленности СССР (в декабре 1991 года) — начальник 12-го Главного управления МАП СССР, созданного для контроля выполнения работ по теме «11Ф35» («Буран»).
С 1992 года работал на Экспериментальном машиностроительном заводе имени В. М. Мясищева в должности консультанта главного конструктора.
Умер 20 декабря 2009 года. Урна с его прахом захоронена в Москве на Пятницком кладбище (уч. № 21).

## Признание
Государственная премия СССР 1983 года (в составе коллектива) — за разработку и широкое внедрение в народное хозяйство высокопроизводительной автоматизированной системы обработки результатов испытаний авиационной техники.
Указом Президента СССР от 30 декабря 1990 года награждён орденом Ленина — за заслуги в создании и проведении испытаний многоразовой космической системы «Энергия — Буран».
Также награждён орденами Октябрьской Революции, Трудового Красного Знамени, «Знак Почёта» и медалями «За доблестный труд. В ознаменование 100-летия со дня рождения Владимира Ильича Ленина», «Ветеран труда» и «300 лет Российскому Флоту».